# Magdolna Nyári-Kovács
Magdolna Nyári-Kovács (ur. 1 lipca 1921 w Budapeszcie, zm. 5 maja 2005 tamże) – węgierska florecistka, srebrna medalistka olimpijska i wielokrotna medalistka mistrzostw świata.
Na igrzyskach olimpijskich w Helsinkach w 1952 roku zajęła ósme miejsce w zawodach indywidualnych. Na rozgrywanych cztery lata później igrzyskach olimpijskich w Melbourne odpadła w ćwierćfinałach. Brała też udział w igrzyskach olimpijskich w Rzymie w 1960 roku, gdzie Węgierki w składzie: Ildikó Rejtő, Györgyi Marvalics-Székely, Magdolna Nyári-Kovács, Katalin Juhász i Lídia Dömölky-Sákovics zdobyły drużynowo srebrny medal, przegrywając w finale z reprezentacją ZSRR. W turnieju indywidualnym tym razem odpadła w półfinałach.
Podczas mistrzostw świata w Hadze w 1948 roku Ilona Elek, Margit Elek, Éva Kun, Katalin Horváth, Magdolna Nyári i Ilona Vargha zdobyły srebro w zawodach drużynowych. W tej samej konkurencji zdobyła też złote medale na mistrzostwach świata w Kopenhadze (1952), mistrzostwach świata w Luksemburgu (1954), mistrzostwach świata w Rzymie (1955), mistrzostwach świata w Budapeszcie (1959), mistrzostwach świata w Buenos Aires (1962) i mistrzostwach świata w Gdańsku (1963), srebrne na mistrzostwach świata w Sztokholmie (1951) i mistrzostwach świata w Turynie (1961) oraz brązowy na mistrzostwach świata w Londynie (1956). Ponadto wywalczyła też brązowy medal w turnieju indywidualnym na MŚ 1951, gdzie uplasowała się za Iloną Elek i Dunką Karen Lachmann.